# Thomas Green (cầu thủ bóng đá)

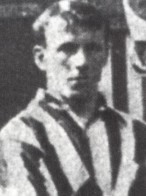
Thomas Green

Thomas Green (sinh ngày 25 tháng 11 năm 1883) là một cầu thủ bóng đá người Anh thi đấu ở vị trí tiền đạo.